# Danh sách sòng bạc ở Việt Nam
Hoạt động đánh bạc đối với công dân Việt Nam hiện thời được coi là bất hợp pháp tại Việt Nam. Hiện nay, ở Việt Nam chỉ có 6 sòng bạc hợp pháp dành phục vụ người nước ngoài, hầu hết đều thua lỗ, chỉ có Aristo Lào Cai và sòng bạc Lợi Lai - Quảng Ninh là đang có lãi (2016). Dịch vụ vui chơi giải trí có thưởng nói chung, trong đó có dịch vụ sòng bạc, lâu nay vẫn được xem là lĩnh vực kinh doanh có điều kiện tại Việt Nam. Trước đây, các dự án trong lĩnh vực này do Bộ Kế hoạch và Đầu tư cấp phép với sự cho phép của Thủ tướng. Nhưng với chủ trương phân cấp toàn diện, hiện nay (2010) việc cấp phép được giao cho UBND các tỉnh thành phố.
Một số dự án casino tại Việt Nam đang được khởi công, như một casino resort, của Chow Tai Fook, một tập đoàn có trụ sở tại Hồng Kông và VinaCapital, lên đến 4 tỷ USD tại Nam Hội An (nằm giữa 2 huyện Duy Xuyên và huyện Thăng Bình) tỉnh Quảng Nam, dự kiến sẽ đi vào hoạt động năm 2018.

## Corona Resort & Casino Phú Quốc
Đây là casino hợp pháp đầu tiên tại Việt Nam thí điểm mở cửa cho người Việt vào chơi trong vòng 3 năm theo nghị định số 03/2017/NĐ-CP.
Conora Resort & Casino Phú Quốc là một trong số dự án tạo điểm nhấn; thu hút và phát triển du lịch địa phương. Khu tổ hợp giải trí casino duy nhất cho người Việt vào chơi có tổng mức đầu tư hơn một tỷ USD giai đoạn một và sẽ nâng lên mức 2 tỷ USD cho giai đoạn 2. Dự án tạo ra hơn 2.500 việc làm cho Phú Quốc.
Thủ tướng Chính phủ đã có Quyết định số 1440/QĐ-TTg về chủ trương đầu tư casino tại Phú Quốc, đồng thời thí điểm cho người Việt Nam vào chơi, dựa trên những đề xuất của chủ đầu tư và các Bộ, ngành, cũng như tỉnh Kiên Giang. Thời gian thực hiện thí điểm là 3 năm kể từ ngày dự án được cấp giấy chứng nhận đủ điều kiện kinh doanh casino.
Việc vận hành Casino Corona được thực hiện bởi Upffinity Gaming Management, công ty quản lý casino quốc tế của Hà Lan, với kinh nghiệm quản lý các casino cao cấp tại châu Âu và Macao.
Casino Corona Phú Quốc đi vào hoạt động sẽ mang lại 1.500 chỗ làm việc tại đây, chưa kể việc làm gián tiếp của các đối tác, nhà cung cấp dịch vụ du lịch khác.

## Casino Đồ Sơn
Casino Đồ Sơn là casino đầu tiên được phép hoạt động tại Việt Nam, khánh thành vào năm 1995. Trong 18 năm hoạt động (từ 1995 đến 2012), sau 3 năm đầu tiên thua lỗ, các năm sau đó casino Đồ Sơn đều có lãi. Lỗ chỉ trở lại vào năm 2005 với hơn 47 tỷ đồng, và sau đó tiếp tục lỗ từ năm 2008 đến năm 2012.

## Casino Hạ Long
Casino này của Công ty cổ phần Quốc tế Hoàng Gia, có tên là Câu lạc bộ Gaming, được đưa vào vận hành từ tháng 5/2003, bao gồm 4 tầng với tổng diện tích 7.250m2.
Tại đây, có rất nhiều bàn với bốn loại trò chơi và 70 máy giật xèng đánh bài. Câu lạc bộ Gaming mở cửa 24/24, số tiền đặt cược tùy thuộc vào loại trò chơi nhưng chỉ trong giới hạn tối thiểu từ 1-20 USD và tối đa là 20.000 USD. Giá đặt cược cho các máy giật xèng là từ 0,01 USD tới 1 USD. Từ 2013 tới 2017 công ty liên tục khai báo lỗ.

## Casino Hồ Tràm Strip
Casino Hồ Tràm Strip (Bà Rịa - Vũng Tàu) thuộc khu du lịch casino The Grand Hồ Tràm Strip của tập đoàn Asian Coast Development (Canada) Ltd. (ACDL), hoạt động từ tháng 7/2013, đến hết tháng 1/2014 đạt doanh thu khoảng 7 triệu USD.
Cục thuế Bà Rịa - Vũng Tàu cho hay 10 tháng đầu năm 2015, Công ty TNHH Dự án Hồ Tràm đã nộp số tiền thuế là 212,7 tỷ đồng, tăng hơn 50% so với năm 2014.

## Sòng bạc Lào Cai
Ở trung tâm thành phố Lào Cai, có sòng bạc của khách sạn Aristo International của tập đoàn Donaco (Úc), thu nhập được khoảng 750 triệu USD tiền đánh bạc trong khoảng thời gian từ tháng 6 - tháng 12/2015. Số lượng khách tìm đến Casino ở Lào Cai trong khoảng thời gian này đã tăng 63%, đạt 61.167 người. Khách hàng chủ yếu của Aristo là người Trung Quốc. Trong số 750 triệu USD, Aristo thu về 9,6 triệu USD, cộng thêm doanh thu từ dịch vụ khách sạn, tổng doanh thu của Aristo Lào Cai đạt 13,11 triệu USD trong nửa năm qua. Năm 2014, doanh nghiệp này nộp tiền thuế là 185 tỉ đồng.

## Club Crowne International Đà Nẵng
Club Crowne International nằm trong Khu nghỉ dưỡng Silver Shores International Resort trên bãi biển Bắc Mỹ An (phía Nam khu resort Furama), Đà Nẵng hoạt động từ ngày 23/12/2009. Khu vui chơi giải trí có thua dành cho người nước ngoài có tổng diện tích 15.000m2, chia làm 2 tầng. Tầng 1 là Trung tâm vui chơi, gồm các trò chơi có thua như trò chơi điện tử, rulet, black jack, baccarat... Tầng 2 dành cho khách VIP. Công ty Hoang Dat Silver Shores Exceptional International Entertainment, cho biết đã đầu tư 1,6 tỉ đô la Mỹ để xây dựng khu vực casino và khu nghỉ dưỡng chuẩn năm sao Silver Shores International Resort với 584 phòng, 52 biệt thự hướng biển.
Tuy nhiên sòng bạc này đã bị đóng cửa từ tháng 4 đên tháng 10 năm 2010, theo công văn số 4375/VPCP-QHQT truyền đạt ý kiến của Thủ tướng Chính phủ yêu cầu UBND TP Đà Nẵng thực hiện đến khi những vi phạm được giải quyết. Khu du lịch Silver Shores Hoàng Đạt lúc đó chỉ mới xây được 200 trong số 600 phòng sòng bạc; Crowne International phải được đổi tên từ casino thành club theo như giấy phép đầu tư, và quy định về quảng cáo; sử dụng nhiều bàn chia bài hơn quy định, dùng quá nhiều lực lượng lao động nước ngoài, có lúc hơn 1000 người.